# 乌头叶蛇葡萄
乌头叶蛇葡萄（学名：Ampelopsis aconitifolia）是葡萄科蛇葡萄属的植物，为中国的特有植物。分布于中国大陆的河北、山西、内蒙古、甘肃、河南、陕西等地，生长于海拔600米至1,800米的地区，常生长在沟边、山坡灌丛中和草地上。性较抗寒，冬季不需埋土。喜肥沃而疏松的土壤。【繁殖与栽培】播种繁殖。在早春3月行地床条播，播前温水浸种催芽。扦插，方法与葡萄同。

## 别名
马葡萄（河南） 草白蔹，乌头叶白蔹，附子蛇葡萄（经济植物手册）

## 异名
- Ampelopsis aconitifolia Bunge var. glabra Diels et Gilg
- Ampelopsis aconitifolia Bunge var. palmiloba Rehd.
- Ampelopsis aconitifolia Bunge var. setulosa Diels et Gilg

## 外部連結
- 烏頭葉蛇葡萄, Wutouyesheputao （页面存档备份，存于） 藥用植物圖像數據庫 (香港浸會大學中醫藥學院) （繁體中文）（英文）